# انتخابات ریاست‌جمهوری ایالات متحده آمریکا (۱۸۲۴)
انتخابات ریاست جمهوری ایالات متحده (۱۸۲۴)، دهمین انتخابات ریاست جمهوری ایالات متحده بود که در تاریخ سه شنبه ۲۶ اکتبر تا چهارشنبه ۱ دسامبر ۱۸۲۴ برگزار شد. اندرو جکسون، جان کوینسی آدامز، هنری کلی و ویلیام کرافورد رقیبان اصلی در این انتخابات بودند. از آنجا که هیچ‌کدام از نامزدهای ریاست جمهوری در انتخابات ۱۸۲۴ نتوانست اکثریت آرا مجمع گزینندگان را کسب کند، مجلس نمایندگان آمریکا تصمیم گرفت که انتخاب رئیس‌جمهوری را طبق مفاد متمم دوازدهم و توسط آرای نمایندگان انتخاب کند. سرانجام، در ۹ فوریه ۱۸۲۵، جان کوینسی آدامز به عنوان رئیس‌جمهور انتخاب شد.

## پیش زمینه
در اوایل دهه ۱۸۲۰، حزب فدرالیست که از رقابت بین توماس جفرسون و طرفداران حزب دموکرات-جمهوری‌خواه و الکساندر همیلتون، رهبر حزب فدرالیست‌ها رشد یافته بود، به عنوان اولین سیستم حزبی به پایان رسید. خلاء حاصل از نابودی فدرالیست‌ها باعث شد که حزب دموکرات-جمهوری‌خواه باقیمانده در جریان رقابت‌های ریاست جمهوری سال ۱۸۲۴ متلاشی شود. اختلافات میان اعضای حزب دموکرات-جمهوری‌خواه موجب شد که چهار نامزد اصلی برای کاخ سفید از حزب دموکرات-جمهوری‌خواه در رقابت باشند.

## نامزدهای انتخابات ۱۸۲۴
در تابستان ۱۸۲۴، در یک مجمع غیررسمی کمتر از یک سوم نمایندگان واجد شرایط کنگره، کرافورد را به عنوان نامزد ریاست جمهور معرفی کردند. حامیان آدامز پیشنهاد مجمع را محکوم کردند و مجلس قانونگذاری ماساچوست آدامز را به عنوان نامزد مورد نظر خود معرفی کردند. قانونگذاران کنتاکی نیز همین کار را برای کلی انجام دادند. هر دو نامزد از الگوی تعیین شده توسط قانونگذاران تنسی، که اندرو جکسون را در سال ۱۸۲۲ نامزد کرده بودند، پیروی کردند.
نامزد رسمی جمهوری خواهان دموکرات برای جایگزینی مونرو، ویلیام اچ کراورد، وزیر خزانه داری بود اما او در سال ۱۸۲۳ دچار سکته مغزی شد که باعث شد او تا حدی فلج شود و قادر به صحبت نباشد. یک گروه از نمایندگان جمهوری‌خواه در کنگره او را انتخاب کرده بودند، اما مشخص شد که این حمایت از سوی خودی‌های حزب و حمایت روسای جمهور پیشین جیمز مدیسون و توماس جفرسون است.
هنری کلی به عنوان رئیس مجلس نمایندگان، یک شخصیت سیاسی حاکم بود. او مصالحه میسوری را از طریق کنگره پیش برد و این قانون مهم، برای مدتی کوتاه، مسئله برده داری را حل کرد. اگرچه وی شش دوره به عنوان رئیس مجلس نمایندگان خدمت می‌کرد، اما همیشه خواهان پست ریاست جمهوری بود. او گمان می‌کرد که پیروزی در انتخابات سال ۱۸۲۴، قابل دسترس است. کلی بر روی این واقعیت حساب می‌کرد که در انتخابات سال ۱۸۲۴ بعید است یک نامزد اکثریت آرا انتخاباتی را به دست آورد. در چنین مواردی، قانون اساسی تصریح می‌کند که رئیس‌جمهور در مجلس نمایندگان انتخاب می‌شود. جایی که کلی، به عنوان رئیس مجلس، می‌تواند از قدرت و نفوذ خود به کاخ سفید راه یابد.
جان کویینسی آدامز پسر رئیس‌جمهور دوم جان آدامز، از سال ۱۸۱۷ به عنوان وزیر امور خارجه در دولت جیمز مونرو خدمت کرده بود. وزیر خارجه بودن یکی از مسیرهای آشکار ریاست جمهوری محسوب می‌شد، زیرا جفرسون، مدیسون و مونرو قبلاً این سمت را بر عهده داشتند. او خود را شخصیتی غیرجذاب قلمداد می‌کرد، اما فعالیت طولانی مدت وی در خدمات عمومی باعث شد وی به عنوان مدیر اجرایی واجد شرایط باشد. اگر چه آدامز یک سیاستمدار میانه‌رو بود اما بسیاری از آمریکایی‌ها هنوز او را به عنوان پسر رهبر قدیمی فدرالیست‌ها، جان آدامز می‌شناختند. به علاوه، بسیاری از دموکرات-جمهوریخواهان افراطی، آدامز و هوادارانش را مقصر می‌دانستند که حزب دموکرات-جمهوری‌خواه جفرسون را به شکل فدرالیسم تحت عنوان «جمهوریخواهان ملی» تبدیل کرده‌است. علاوه بر این، جنوبی‌ها به دلیل مخالفت اخلاقی آدامز با برده‌داری، انتقاد او از مصالحه میسوری در سال ۱۸۲۰، عدم درج تجارت بین‌المللی برده در معاهده گنت، مخالفت او بودند.
ژنرال اندرو جکسون پس از پیروزی خود بر انگلیس در جنگ نیو اورلئان در سال ۱۸۱۵، به یک قهرمان ملی در زندگی آمریکایی تبدیل شده بود. عمده نگرانی مردم در مورد جکسون این بود که او خودآموخته و دارای خلق و خوی آتشین است. در سال ۱۸۲۲، مجلس قانونگذاری تنسی وی را به عنوان کاندیدای ریاست جمهوری ایالات متحده معرفی کرد. برای آزمایش قدرت سیاسی جکسون، وی در سال ۱۸۲۳ از تنسی به عنوان سناتور ایالات متحده نامزد و انتخاب شد. به عنوان سناتور، جکسون با احتیاط از بحث و جدل جلوگیری کرد و کار در امور نظامی را ترجیح می‌داد.
جکسون از وقت خود در واشینگتن برای یافتن دوستان و متحدان سیاسی استفاده کرد و در عین حال تلاش کرد تا واشنگتنی‌ها را متقاعد کند که وی یک نظامی خشن و بی‌اخلاق نیست. او این کار را با نشان دادن رفتار صاف و کنترل خلق و خوی خود انجام داد. با این حال، حضور جکسون در واشینگتن تنها اعتقاد او به فساد بسیاری از سیاستمداران و دولت را تقویت کرد.

## انتخابات
در انتخابات نوامبر ۱۸۲۴، شرط لازم برای برای انتخاب نامزد ریاست جمهوری کسب ۱۳۱ رأی گزینندگان، کمی بیش از نیمی از کل ۲۶۱ رأی مجمع گزینندگان، لازم بود. اما برای اولین بار در این انتخابات آرا عمومی مردم شمارش شد، هرچند که هیچ تأثیری در نتیجه انتخابات نداشت. در اول دسامبر سال ۱۸۲۴، نتایج اعلام شد. اندرو جکسون سناتور از تنسی ۹۹ رأی گزینندگان و ۱۵۱٬۲۷۱ آرا عمومی مردم را به دست آورد. جان کوینسی آدامز وزیر امور خارجه، ۸۴ رأی گزینندگان و ۱۱۳٬۱۲۲ رأی مردم را به دست آورد. وزیر خزانه داری ویلیام اچ کرافورد، که قبل از انتخابات دچار سکته مغزی شده بود، ۴۱ رأی گزینندگان و سناتور هنری کلی از کنتاکی ۳۷ رأی گزینندگان را به دست آورد.

## انتخاب رئیس‌جمهور توسط نمایندگان مجلس
اندرو جکسون در دور اول رای‌گیری اول شد اما نتوانست اکثریت آرا گزینندگان را بدست آورد؛ بنابراین مطابق متمم دوازدهم، مجلس تصمیم‌گیری در مورد انتخابات را به عهده گرفت. کلی از رقابت انتخاباتی حذف شد، زیرا متمم دوازدهم همچنین بیان می‌کرد که مجلس می‌تواند رئیس‌جمهور را فقط از بین سه نامزد برتر انتخاب کند. با این حال، کلی به عنوان رئیس مجلس، روند امور مجلس را کنترل می‌کرد. او از موقعیت تأثیرگذار خود استفاده کرد تا اعلام کند که از آدامز حمایت خواهد کرد، زیرا گمان می‌کرد پیشینه نظامی جکسون، شرط لازمی برای گرفت عنوان ریاست جمهوری نیست. نظر کلی اقناع کننده شد و مجلس در ۹ فوریه ۱۸۲۵ آدامز را به عنوان رئیس‌جمهور انتخاب کرد. چند روز بعد، آدامز، کلی را به عنوان وزیر امور خارجه خود معرفی کرد، جایگاهی که یک گام اساسی برای رسیدن به مقام ریاست جمهوری برای چهار وزیر پیشین بود. طرفداران جکسون از این عمل کلی، با عنوان «معامله کثیف» او را مورد سرزنش قرار دادند. رقابت خصمانه ریاست جمهوری سال ۱۸۲۸ عملاً قبل از آغاز کار آدامز آغاز شد. از نظر طرفداران جکسون، اتحاد آدامز و کلی نمادی از یک سیستم فاسد بود که در آن نخبگان داخلی منافع خود را دنبال می‌کردند بدون اینکه به خواسته مردم توجه کنند.